# كلية الحقوق (جامعة الزقازيق)
كلية الحقوق في جامعة الزقازيق هي إحدى كليات تدريس القانون وبحوثه في جامعة الزقازيق في جمهورية مصر العربية، تأسست عام 1975.

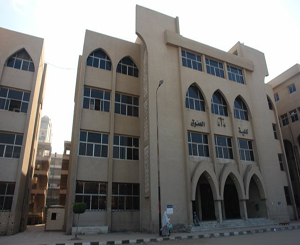
كلية الحقوق جامعة الزقازيق فرع الزراعة

## نشأة الكلية
صدر القرار الجمهوري الخاص بإنشاء كلية الحقوق عام 1975 وبدأت الدراسة بالكلية في العام الجامعي 1975/1976، تخرجت أول دفعة من الكلية في مايو 1979 وكان عدد الناجحين فيها 176 طالب وطالبة. شهدت الكلية تطورا كبيرا خلال هذه الفترة إذ تم افتتاح وتشغيل نادي التكنولوجيا بالكلية لتدريب الطلاب على استخدام أجهزة الكمبيوتر والإنترنت.كما أنشأت قاعة احتفالات بالدور الرابع بالكلية وافتتحت شعبة للدراسة باللغة الإنجليزية.
يضم مبنى الكلية خمسة أدوار، وفيه مكاتب عميد الكلية ووكلاء الكلية ومكاتب أعضاء هيئة التدريس ومديرعام الكلية وادارات رعاية الشباب، وشئون الطلاب والمكتبات وحسابات الكلية والشئون المالية والمشتريات والمخازن والشئون الإدارية والدراسات العليا. ويتبع الكلية مبنى ملحق بميدان الزراعة يدرس به طلاب الفرقتين الأولى والثانية. كما يضم وحدة لتقويم الأداء وضمان الجودة بالكلية لرفع مستوى خريج الكلية.

## الأقسام العلمية بالكلية
تتكون الكلية من الأقسام العلمية الآتية:
- القانون المدني

- القانون التجاري
- قانون المرافعات
- القانون الجنائي
- القانون العام
- القانون الدولي العام
- القانون الدولي الخاص
- فلسفة القانون وتاريخه
- الشريعة الإسلامية
- الاقتصاد والمالية العامة

## الدرجات العلمية
تمنح الكلية الدرجات العلمية التالية:
- درجة الإجازة الجامعية في الحقوق.

- دبلوم القانون العام

- دبلوم الشريعة الإسلامية
- دبلوم العلوم الجنائية

- دبلوم الدراسات القضائية
- دبلوم العلوم الاقتصادية والمالية
- تمنح درجة الماجيستير في الحقوق
- تمنح درجة الدكتوراة في الحقوق

## انتخابات العمادة
أجريت أول انتخابات بكلية الحقوق جامعة الزقازيق يوم الخميس 29 مارس 2012 فاز فيها الدكتور حمدي عمر أستاذ القانون العام بالكلية، كما عقدت انتخابات العمادة عام 2016 وفاز بالانتخابات محمد جمال عيسى وأصدر الرئيس عبد الفتاح السيسي قرارًا جمهوريًا رقم 514 لسنة 2015، بتعيينه عميدا لكليه الحقوق.

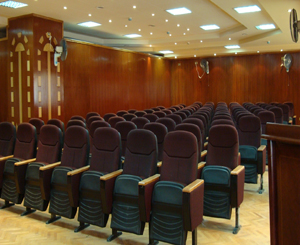
قاعة المؤتمرات